# 央视反腐风暴
央视反腐风暴，是中国中央电视台部分工作人员被检察机关带走并调查的事件。此事件起源于2013年12月，中华人民共和国公安部原副部长、央视原副台长李东生被调查的事件。截至2014年8月14日，已有13人（不含李东生）被带走调查。

## 事件经过

### 李东生被调查
2013年12月，李东生因涉嫌严重违纪违法，被中纪委调查。李东生曾任中华人民共和国公安部党委副书记、中华人民共和国公安部副部长、央视副台长、610办公室副组长、610办公室主任。

### 央视财经频道工作人员被调查
2014年6月－7月间，中央电视台财经频道部分工作人员陆续被檢察機關调查。

#### 郭振玺、田立武被查
2014年6月1日，中央电视台财经频道总监郭振玺、制片人田立武因涉嫌受贿，被吉林省检方带走调查。郭振玺曾历任中华人民共和国广播电影电视部办公厅秘书、中国中央电视台经济部作编辑记者和制片人、央视广告部副主任和主任、央视广告经济信息中心副主任、央视财经频道总监和广告经济信息中心主任等职务。

#### 王世杰、女主持和女编导被查
2014年6月6日，中央电视台财经频道制片人王世杰、一位年轻女主持人和一位女编导在内的三名工作人员被相继带走调查。王世杰曾担任中央电视台《再就业之友》栏目制片人。2001年起任《劳动·就业》栏目制片人。随后，有传闻称，此次被抓的年轻女主持人是《第一時間》主持人欧阳智薇，她已有1个多月未主持节目。

#### 芮成钢、李勇和一名制片人被查
2014年7月11日，中央电视台财经频道主持人芮成钢、副总监李勇和一名制片人被检方带走并调查。

### 刘文被调查
2014年7月30日，中央电视台纪录频道总监刘文被檢察機關带走并调查，有传闻说他在纪录片采购和制作上有经济问题。刘文历任《中国报道》编导、《中国报道》摄影、《中华医药》制片人、海外专题部副主任、大型电视纪录片《再说长江》总制片人兼总编导，创办《中华医药》、《走遍中国》栏目，曾任中央电视台中文国际频道副总监。

### 叶迎春、沈冰、贾晓烨被调查
2014年8月7日，中央电视台女主播叶迎春、前女主播沈冰、周永康的妻子贾晓烨，均因为卷入周永康案，正接受相关部门的调查。

### 黄海涛被调查
2014年8月14日，中央电视台电视剧频道副总监黄海涛被檢察機關带走并调查。

## 相关评论
有媒体评论说，中共十八大以来，中共中央掀起了一场旷日持久的反腐风暴并蔓延到央视，意味着反腐不设禁区、反腐没有终点、反腐还有惊喜。
而目前中央电视台官方并没有对此事进行评论。